# Querelle des Bouffons
Querelle des Bouffons (em português: Querela dos Bufões, Controvérsia dos Bobos, Guerra dos Bufões, entre muitas variantes) foi uma controvérsia parisiense que opôs durante os anos 1752-1754 os defensores da música francesa, apoiantes de Jean-Philippe Rameau («coin du Roi»), aos partidários de um alargamento dos horizontes musicais, reunidos em torno do filósofo e músico Jean-Jacques Rousseau («coin de la Reine»), partidários da italianização da ópera francesa.
Rameau foi acusado de estar ultrapassado, e a sua música de ser demasiado complicada demais, em comparação com a "simplicidade" e "naturalidade" da ópera cómica La Serva Padrona, de Pergolesi. Em meados de 1750 Rameau criticou os verbetes sobre música que Rousseau tinha escrito para a Encyclopédie, levando a uma disputa com os filósofos D'Alembert e Diderot.

## Um choque cultural
A querela rebentou em 1 de agosto de 1752, quando uma troupe itinerante italiana, a de Eustacchio Bambini, se instalou na «Académie royale de musique» (futura Ópera de Paris) para aí representar «intermezzi» e «opéras bouffes». Debutaram com a representação de uma obra de Pergolesi,  La serva padrona, que já tinha sido apresentada em Paris em 1746 sem atrair a menor atenção. Foi o facto de ter sido apresentada na «Académie royale» que suscitou o escândalo: a «Académie royale» não tinha a flexibilidade da «Comédie-Française», onde se podiam alternar sem problemas tragédias com comédias ou farsas de Molière. O cómico, na «Académie royale», tinha estado sempre bastante limitado.
No século XVIII, a ópera italiana tinha evoluído muito mais rapidamente que a «tragédie lyrique» ou tragédie en musique (um género tipicamente francês) até se apresentar em dois géneros: a opera seria — com temas sérios segundo libretos de Metastasio — e a «opera buffa» ou «opera comique» (buffo, que provoca riso, grotesco) que introduziu no teatro intermèdes cómicos impregnados de ligeireza, inocência e simplicidade, que dão lugar ao irracional e à trivialidade do quotidiano.
Se o «ballet bouffon» — que poderia representar uma obra de Rameau como Platée  (1745), uma «tragédie en musique» — dava já lugar aos elementos cómicos (dissonâncias em «oi» imitando o canto das rãs, etc.), era-o enquanto elemento de paródia do género. Essa peça, de facto, ocupava um lugar marginal até ao rebentar da querela. Pelo contrário, a «opera buffa» não se contentava em parodiar o género sério, mas produzia já um tipo de comicidade original, muito popular e bastante próximo da farsa e da comédia de máscaras. 
O êxito inesperado destes «bufões» dividiu a comunidade musical parisiense em dois clãs: por um lado, os partidários da «tragédie lyrique», da corte do rei, representante do estilo francês; por outro, os simpatizantes da «opera buffa», truculentos defensores da música italiana. Entre eles nasceria uma verdadeira querela panfletária que animaria os círculos musicais da capital francesa até 1754.
| La «Querelle des Bouffons» | La «Querelle des Bouffons» | La «Querelle des Bouffons»                                                                     | La «Querelle des Bouffons»                        | La «Querelle des Bouffons»                                                                                             |
| -------------------------- | -------------------------- | ---------------------------------------------------------------------------------------------- | ------------------------------------------------- | --- |
| Rameau...                  |                            | ...e os seus detratores, os enciclopedistas.                                                   | ...e os seus detratores, os enciclopedistas.      | ...e os seus detratores, os enciclopedistas.                                                                           |
|                            |                            |                                                                                                |                                                   | |
| Jean-Philippe Rameau       |                            | J.J. Rousseau                                                                                  | Frédéric-Melchior Grimm                           | Denis Diderot |
|                            |                            | Retrato em pastel (1753) de Maurice Quentin de la Tour Museu Antoine Lécuyer em Saint-Quentin. | Teve palavras muito duras para a música francesa. | Participou na polémica com colegas da «Encyclopédie» Retrato pintado em 1767 por Louis-Michel van Loo, Museu do Louvre |

## O papel de Jean-Jacques Rousseau
Ora em 1753, um ano após a chegada dos bouffons, Rousseau publicou um panfleto (Lettre sur la musique française) no qual destacou a obra La Serva, e, em finais desse ano, publicou-o numa edição gravada para difundir o texto sem erros. Estas duas intervenções tiveram muito peso na receção da obra por parte do público.
Mais sans insister sur les Duo tragiques, genre de musique dont on n'a pas même l'idée à Paris, je puis vous citer un duo comique qui y est connu de tout le monde, et je le citerai hardiment comme un modèle de chant, d'unité de mélodie, de dialogue et de goût, auquel, selon moi, rien ne manquera, quand il sera bien exécuté, que des auditeurs qui sachent l'entendre : c'est celui du premier acte de la Serva padrona, Lo conosco a quegl'occhietti, etc. J'avoue que peu de musiciens français sont en état d'en sentir les beautés, et je dirais volontiers du Pergolèse, comme Cicéron disait d'Homère, que c'est déjà avoir fait beaucoup de progrès dans l'art, que de se plaire à sa lecture.— Extrato de Lettre sur la musique française, de Jean-Jacques Rousseau)
No mesmo texto, faz a apologia das qualidades musicais do italiano e ataca muito severamente o francês:
Je crois avoir fait voir qu'il n'y a ni mesure ni mélodie dans la musique française, parce que la langue n'en est pas susceptible; que le chant français n'est qu'un aboiement continuel, insupportable à toute oreille non prévenue; que l'harmonie en est brute, sans expression et sentant uniquement son remplissage d'écolier; que les airs français ne sont point des airs; que le récitatif français n'est point du récitatif. D'où je conclus que les Français n'ont point de musique et n'en peuvent avoir; ou que si jamais ils en ont une, ce sera tant pis pour eux.— Extrato de Lettre sur la musique française, de Jean-Jacques Rousseau
No mundo parisiense, será mantido rancor a tais propósitos tanto com o título de provinciano e estrangeiro.